# Oankaru
Oankaru ou Oankar ou Ongkaar désigne un écrit poétique de Guru Nanak, le gourou fondateur du sikhisme. Il est écrit sous la forme d'un acrostiche. Il est compris entre les pages 929 et 938 du Guru Granth Sahib, le livre saint des Sikhs.

## Origine du titre
Son nom complet est Ramkali 1er Mehl Dakhani Oankaru. Plusieurs explications sont liées au nom Dakhani : soit le Deccan, vaste région bien au sud du Penjab, ou, une mise en place du mot Dakhani comme étant une forme de Ramkali raga, expression désignant des hymnes du Livre saint.

## Contenu
Oankaru commence par une prière envers Dieu, le Créateur de tout ce qui existe, du temps et tous ses cycles. Vient ensuite le verset principal de la composition : 
« Oh Penseur, pourquoi êtes-vous impliqué dans l'écriture de ces hiéroglyphes inactifs ? Écrire le nom de Dieu seul suffit. »
L'acrostiche en elle-même débute alors et le message principal également. Guru Nanak explique qu'il faut suivre des enseignements moraux et spirituels et que, quelle que soit la condition sociale du croyant, il faut respecter les préceptes de Dieu, Waheguru. Pour mémoire au temps de Guru Nanak le système de caste sur le sous-continent indien, qui place certains humains en dessous d'autres par la naissance, était très largement répandu. Le sikhisme s'y oppose et place les humains sur un pied d'égalité. Enfin, l'humain doit méditer sur la mantra Naam afin de libérer son esprit des tentations du monde et des envies créées par la matière. La grâce et la sagesse du Guru aident à trouver le chemin de la libération. « Luxure et colère consument le corps » est une des phrases écrites (page 932 du Guru Granth Sahib).